# Ультразвуковая очистка

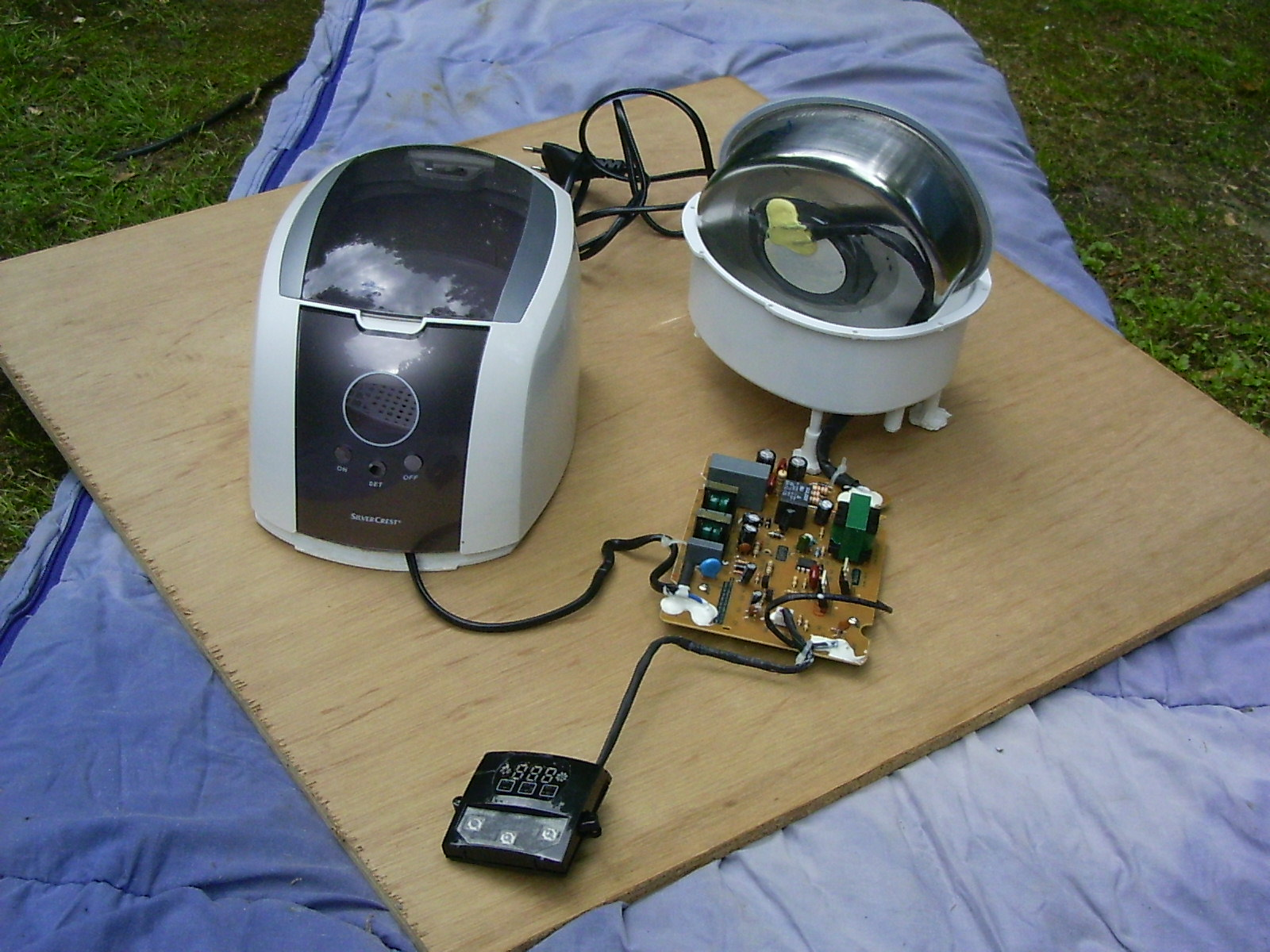
ультразвуковые очистители

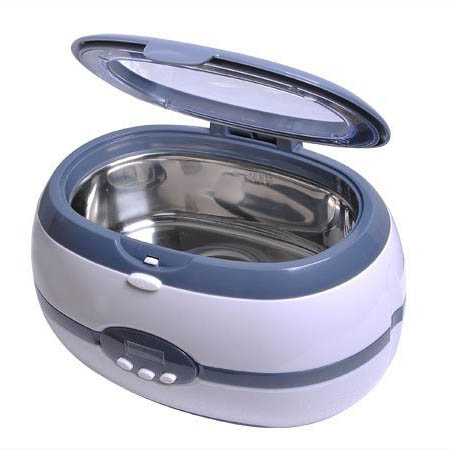
Ультразвуковая ванна для дома, можно очищать ювелирные изделия

Ультразвуковая очистка — способ очистки поверхности твёрдых тел в моющих жидкостях, при котором в жидкость тем или иным способом вводятся ультразвуковые колебания. Применение ультразвука обычно значительно ускоряет процесс очистки и повышает его качество. Кроме того, во многих случаях удаётся заменить огнеопасные и токсичные растворители на более безопасные моющие вещества без потери качества очистки.
Ультразвуковая очистка находит применение во многих отраслях промышленности, при ремонте машин и механизмов, в ювелирном и реставрационном деле, в медицине, в быту и т. д.
Очистка происходит за счёт совместного действия разных нелинейных эффектов, возникающих в жидкости под действием мощных ультразвуковых колебаний. Эти эффекты: кавитация, акустические течения, звуковое давление, звукокапиллярный эффект, из которых кавитация играет решающую роль. Кавитационные пузырьки, пульсируя и схлопываясь вблизи загрязнений, разрушают их. Этот эффект известен как кавитационная эрозия.
Для ультразвуковой очистки важен правильный подбор моющего раствора, с тем чтобы он эффективно растворял или эмульгировал загрязняющие вещества, при этом по возможности не влияя на саму очищаемую поверхность. Последнее обстоятельство особенно важно, поскольку ультразвук обычно значительно ускоряет физико-химические процессы в жидкостях, и агрессивное моющее вещество может быстро повредить поверхность.
Ультразвуковую очистку не следует применять, когда кавитационная стойкость очищаемой поверхности меньше, чем стойкость загрязнения. Например, при удалении пригарных плёнок с алюминиевых деталей велика вероятность разрушения самих деталей.

## Загрязнения и воздействия на них
С точки зрения ультразвуковой очистки загрязнения различаются по трём признакам:
1. Кавитационная стойкость, то есть способность выдерживать микроударные нагрузки.
2. Прочность связи с очищаемой поверхностью, сопротивляемость к отслаиванию.
3. Степень взаимодействия с моющей жидкостью, то есть способна ли и насколько способна эта жидкость растворять или эмульгировать загрязнение.

Кавитационно стойкие загрязнения хорошо поддаются ультразвуковой очистке, только если они слабо связаны с поверхностью или взаимодействуют с моющим раствором. Таковы жировые загрязнения, которые хорошо отмываются в слабощелочных растворах. Покрытия из лака или краски, окалина, окисные плёнки обычно кавитационно стойки и хорошо связаны с поверхностью. Для ультразвуковой очистки от таких загрязнений нужны достаточно агрессивные растворы, потому что здесь возможно действие только по третьему из перечисленных признаков.
Кавитационно нестойкие загрязнения (пыль, пористая органика, продукты коррозии) относительно легко удаляются даже без применения специальных растворов.

## Моющие жидкости
При ультразвуковой очистке в качестве моющей жидкости применяют как простую воду, так и водные растворы моющих средств и органические растворители. Выбор средства определяется видом загрязнений и свойствами очищаемой поверхности (см. выше).

## Устройства для ультразвуковой очистки
Для ультразвуковой очистки нужна ёмкость с моющим раствором и источник механических колебаний ультразвуковой частоты, называемый ультразвуковым излучателем. В качестве излучателя может выступать поверхность ультразвукового преобразователя, корпус ёмкости и даже сама очищаемая деталь. В последних случаях ультразвуковой преобразователь прикрепляется, соответственно, к корпусу или к детали.
Ультразвуковой преобразователь преобразует подаваемые на него электрические колебания в механические такой же частоты. В большинстве установок используются частоты от 18 до 44 кГц с интенсивностью колебаний от 0,5 до 10 Вт/см². Верхняя граница частотного диапазона обусловлена механизмом образования и разрушения кавитационных пузырьков: при очень большой частоте пузырьки не успевают захлопываться, что снижает микроударное действие кавитации.
Преобразователи могут быть магнитострикционные или пьезокерамические. Первые отличаются бо́льшими размерами и массой, значительно более низким КПД, однако позволяют достигать большой мощности, порядка нескольких киловатт. Пьезокерамические преобразователи компактнее, легче, экономичнее, но мощность их, как правило, не так велика — до нескольких сотен ватт. Такая мощность, впрочем, достаточна для абсолютного большинства применений, учитывая, что в крупных установках используются сразу несколько излучателей.
Наиболее известные устройства — это ультразвуковые ванны, установки специально предназначенные для ультразвуковой очистки. Преобразователи в таких ваннах, как правило, или встраиваются в отверстия в корпусе, или крепятся к корпусу, делая его излучателем, или помещаются внутрь в виде отдельных модулей. Каждый способ имеет свои преимущества и недостатки.
Отдельные модули ультразвуковых преобразователей (излучателей) могут встраиваться в технологические линии, где требуется быстрая и качественная очистка. Так, например, поступают для непрерывной очистки металлического проката и проволоки на разных стадиях их производства и использования.
Известны преобразователи, выполненные в виде небольших ручных инструментов для точной очистки сложных поверхностей.

## Ультразвуковая стирка
Существуют ультразвуковые стиральные машины, которые используют ультразвук для стирки одежды.